# Simone Stefanì
Simone Stefanì (Maglie, 8 giugno 2000) è un nuotatore italiano, specializzato nello stile dorso e farfalla.

## Biografia
Ha fatto parte della spedizione italiana ai Giochi del Mediterraneo di Orano 2022, edizione in cui ha vinto la medaglia d'oro nei 50 m dorso, precedendo sul podio lo spagnolo Juan Segura Gutierrez e il connazionale Lorenzo Mora.
Agli europei di Roma 2022, svoltisi al Foro Italico, ha ottenuto il settimo posto in batteria nei 50 m dorso con il tempo di 24"97, risultato che non gli ha garantito il passaggio in semifinale, in quanto è stato superato dai due compagni di nazionale Thomas Ceccon e Michele Lamberti ed il regolamento ammetteva il passaggio del turno di due soli atleti per nazione.
Alla XXXI Universiade di Chengdu 2023 ha vinto l'oro nei 50 e 100 m dorso, l'argento nella staffetta 4x100 m misti maschile e il bronzo nella staffetta 4x100 m misti mista, mentre nella successiva edizione del 2025 l'oro nei 50 metri farfalla e l’argento nella 4x100 m misti maschile

## Palmarès
- Mondiali in vasca corta

Budapest 2024: bronzo nella 4x100m misti.
- Giochi del Mediterraneo

Orano 2022: oro nei 50 m dorso.
- Universiadi

Chengdu 2023: oro nei 50m dorso e nei 100m dorso, argento nella 4x100m misti, bronzo nella 4x100m misti mista.
Reno-Ruhr 2025: oro nei 50m farfalla, argento nella 4x100m misti.